# Germaine Montero
Germaine Montero (* 22. Oktober 1909 in Paris als Germaine Berthe Caroline Heygel; † 29. Juni 2000, in Orange im Département Vaucluse) war eine französische Sängerin und Schauspielerin.

## Leben

### Jugend und künstlerische Anfänge
Die ersten Jahre ihres Lebens verbrachte Germaine Montero in Montrouge bei Paris. Nach ihrem Schulabschluss reiste sie in den späten 1920er Jahren nach Spanien und belegte Kurse an der Universität Valladolid. In Madrid lernte sie daraufhin den spanischen Dichter Federico García Lorca kennen, in dessen Theater sie ihre Bühnenkarriere begann. Noch unter ihrem Geburtsnamen spielte sie 1934 ihre erste kleinere Filmrolle unter Regisseur Léonce Perret.

### Musikalische Erfolge
1936 kehrte sie infolge des Spanischen Bürgerkriegs nach Frankreich zurück und nahm Engagements an Bühnen in Bordeaux und Paris an. In dieser Zeit nahm sie den Künstlernamen Montero an und trat unter anderem am Théâtre National Populaire mit eigenen Musik- und Cabaret-Programmen auf. Ihr musikalisches Repertoire umfasste vor allem spanische Volkslieder sowie Interpretationen französischer Montmartre-Klassiker. Erst später folgten eigens für sie komponierte Lieder des Dichters Pierre Mac Orlan, auf den sie viele Jahre als Muse Einfluss hatte. Bekannt wurde sie nicht zuletzt für ihre Neuinterpretationen beliebter Chansons von Léo Ferré, Jacques Prévert und Georges Van Parys. Auf die Brüder Prévert traf Montero erstmals Ende der 1940er Jahre, woraus sich eine anhaltende Freundschaft und künstlerische Zusammenarbeit entwickelte. Für die auf die Zusammenarbeit mit dem inzwischen verstorbenen Federico Lorca zurückgehende und auf Spanisch eingesungene Langspielplatte Paseando por Espana gewann sie 1953 den Grand Prix di Disque, den sie danach noch zweimal erhalten sollte. 1955 nahm sie eine damals vielbeachtete LP mit Kompositionen von Pierre-Jean de Béranger auf. Es folgten ca. 50 LP-Veröffentlichungen, hauptsächlich in den 1950er und 1960er Jahren. Zu ihren bekanntesten Aufnahmen zählen bis heute La Chanson de Margaret, La fille de Londre (beide 1952), Je pense a toi (1956) und Chanson de Marianne (1957).

### Erfolge als Schauspielerin
Im Jahr 1940 übernahm Montero ihre erste Hauptrolle in dem Filmdrama Die Sünde der Rogelia Sanchez des italienischen Regisseurs Carlo Borghesio. In den weiteren Jahren des Zweiten Weltkriegs spielte sie in Theaterensembles in Nizza, Cannes und Marseille und war ab 1945 wieder in Paris zu sehen, wo sie unter anderem im Théâtre de l'Athénée auftrat. Große Bühnenerfolge feierte sie in Mutter Courage und ihre Kinder und Die Gerechten von Albert Camus. 1947 war sie unter der Federführung von Jean Vilar an der Gründung des Festivals von Avignon beteiligt, wo sie unter anderem im bis dahin eher unbekannten Shakespeare-Stück Richard II zu sehen war. Außerdem wirkte sie ab den 1950er Jahren in zahlreichen und vor allem in Frankreich erfolgreichen Filmen mit. Darunter waren Komödien wie Casimir (1950), die bei den 7. Internationalen Filmfestspielen von Cannes ausgezeichnete Filmbiographie Monsieur Ripois (1954) sowie Dramen und Musikfilme, was ihre musikalische und darstellerische Vielseitigkeit verdeutlicht.

### Privates
Germaine Montero war mit dem Filmemacher Jean-Mario Bertschy verheiratet. Sie starb am 29. Juni 2000 im Alter von 90 Jahren. Unterschiedliche Quellen geben als Sterbeort Saint-Romain-en-Viennois und Orange (beide im Département Vaucluse) an. Begraben wurde sie auf dem Friedhof ihres Heimatortes Montrouge bei Paris.

## Filme (Auswahl)
- 1934: Sapho
- 1940: Die Sünde der Rogelia Sánchez (Il peccato di Rogelia Sánchez)
- 1949: Lady Paname
- 1950: Casimir
- 1954: Liebling der Frauen (Monsieur Ripois)
- 1956: Der große Verführer (Don Juan)
- 1956: Dreizehn an einem Tisch (Treize à table)
- 1958: Die Ratten von Paris (Les jeux dangereux)
- 1962: Die lustige Witwe
- 1962: Die eiserne Maske (Le masque en fer)
- 1963: Lautlos wie die Nacht (Mélodie en sous-sol)
- 1971: Das Lied der Balalaika (L’homme qui vient de la nuit)
- 1973: Une Saison dans la vie d'Emmanuel
- 1978: Ein Mann sucht eine Frau (Robert et Robert)
- 1983: El Sur – Der Süden (El Sur)
- 1984: Stress

## Soundtracks
- La belle Otéro (1954)
- Voici le temps des assassins (1956)
- Die unglaubliche und traurige Geschichte von der unschuldigen Erendira und ihrer herzlosen Großmutter (1983)

## Musikalben (Auswahl)
- Paseando por Espana (Le Chant du Monde, 1952)
- Germaine Montero chante Pierre Mac Orlan (Le Chant du Monde, 1952)
- Germaine Montero chante Prévert (Le Chant du Monde, 1952)
- Chansons de Jacques Prévert (Decca, 1953)
- Germaine Montero chante Aristide Bruant (Le Chant du Monde, 1953)
- Mère Courage (Le Chant du Monde, 1953)
- Germaine Montero, 14 chansons populaires d'Espagne (Pathé Records, 1954)
- Poèmes et chansons de Federico Garcia Lorca par Germaine Montero (Pathé Records, 1955)
- Germaine Montero, Refrains de Paris (Pathé Records, 1955)
- Germaine Montero chante Léo Ferré n°2 (Pathé Records, 1956)
- Germaine Montero chante Louis Ducreux (Pathé Records, 1957)
- Germaine Montero, Par vents et marées (Pathé Records, 1957)
- Germaine Montero, Je voulais des soleils (Pathé Records, 1957)
- Germaine Montero, Jazz band (Pathé Records, 1957)
- La ralentie, poème d'Henri Michaux dit par Germaine Montero (Disque BAM, 1957)
- Germaine Montero chante Pierre Mac Orlan et Georges Van Parys (Pathé Records, 1958)
- Macadam (Vega, 1959)
- Germaine Montero, Chansons nouvelles de Pierre Mac Orlan (Vega, 1961)
- Montero chante Xanrof (Vega, 1961)
- Germaine Montero, Chansons pour tous (Vega, 1963)
- Jacques Prévert dit par Germaine Montero (Vega, 1963)
- Germaine Montero chante Mère Courage (Le Chant du Monde, 1967)
- Germaine Montero, Présence de Lorca (Le Chant du Monde, 1968)
- Germaine Montero chante Bruant (Vega, 1969)

## Auszeichnungen
- Légion d’Honneur / Ehrenlegion-Verdienstorden
- Chevalier des Arts et Lettres
- Grand Prix du Disque (1953)
- Grand Prix de l’Académie Charles-Cros (1970)